# Divinity: Original Sin
Pour les articles homonymes, voir DOS.
Divinity: Original Sin (DOS) est un jeu vidéo de rôle belge développé et édité par Larian Studios, partiellement financé grâce au financement participatif par le biais du site Kickstarter. Il appartient à la série des jeux Divinity. Il est sorti sur Windows et OS X le 30 juin 2014, puis sur Linux, PlayStation 4, Xbox One, macOS et SteamOS le 27 octobre 2015 dans une version appelée Enhanced Edition.

## Synopsis
L'histoire se déroule dans le monde de Rivellon, plus de huit millénaires après les événements racontés dans Divinity: Dragon Commander mais plus d'un millénaire avant Divine Divinity. Les héros sont deux Traque-Sources, membres d'une organisation dont le but est de traquer et d'exterminer les Ensourceleurs, des mages pervertis par l'action néfaste d'une puissante magie nommée la Source. Ils sont envoyés en mission dans la ville de Cyséal afin d'élucider le meurtre d'un conseiller qui pourrait être lié à la Source. Mais Cyséal, cité autrefois prospère maintenant au bord de la ruine, est actuellement en proie à un véritable siège mené par les morts-vivants qui envahissent la région, et par les Orcs qui ont lancé des attaques pour une raison inconnue.

## Système de jeu
Il s'agit d'un jeu de rôle avec un fort aspect tactique, dont les combats se déroulent au tour par tour. Le jeu propose de personnaliser l'apparence et les compétences de deux personnages principaux, tous deux contrôlés par le même joueur, ou chacun par un joueur dans le mode multijoueur. Lorsque les deux personnages ne sont pas d'accord (ce qui peut arriver même avec un seul joueur, l'IA prenant alors le contrôle du partenaire), ou lorsqu'un des personnages tente de convaincre, d'intimider ou de charmer un personnage non-joueur, un mini-jeu de pierre-feuille-ciseaux se lance qui décidera qui aura le dernier mot. Une autre particularité du jeu est qu'il n'y a pas de système de classe : les deux personnages sont personnalisés lors de leur création et peuvent ensuite changer d'orientation au fil des changements des niveaux, en choisissant quelles compétences et caractéristiques améliorer, mais aussi quels talents choisir.
Les deux personnages peuvent recruter jusqu'à deux compagnons ou mercenaires. À la sortie du jeu, seuls deux compagnons étaient disponibles (une guerrière et un mage), mais deux autres ont été ensuite ajoutés par un DLC gratuit : un voleur et une archère.

## Développement
Le développement du jeu, officialisé en mai 2012 par Larian Studios, est partiellement soutenu par financement participatif. La campagne, qui visait à réunir 400 000 $, en a réuni 944 282 $ sur Kickstarter ainsi que 37 256 $ sur Paypal entre le 27 mars et le 26 avril 2013.
Une version alpha est accessible pour les contributeurs du projet à partir de décembre 2013, avec une sortie du jeu prévue pour février 2014. Le jeu est ensuite repoussé au printemps 2014, et le jeu passe en phase bêta en avril 2014. Le jeu est finalement commercialisé le 30 juin 2014 sur Windows et OS X.

## Accueil
Le jeu a été globalement très bien reçu par la critique, avec notamment un score de 87 % sur Metacritic, et a été nommé Spirit of the PC Award 2014 par PC Gamer. D'après les développeurs, plus de 500 000 copies du jeu ont été vendues.